# Історія Куби

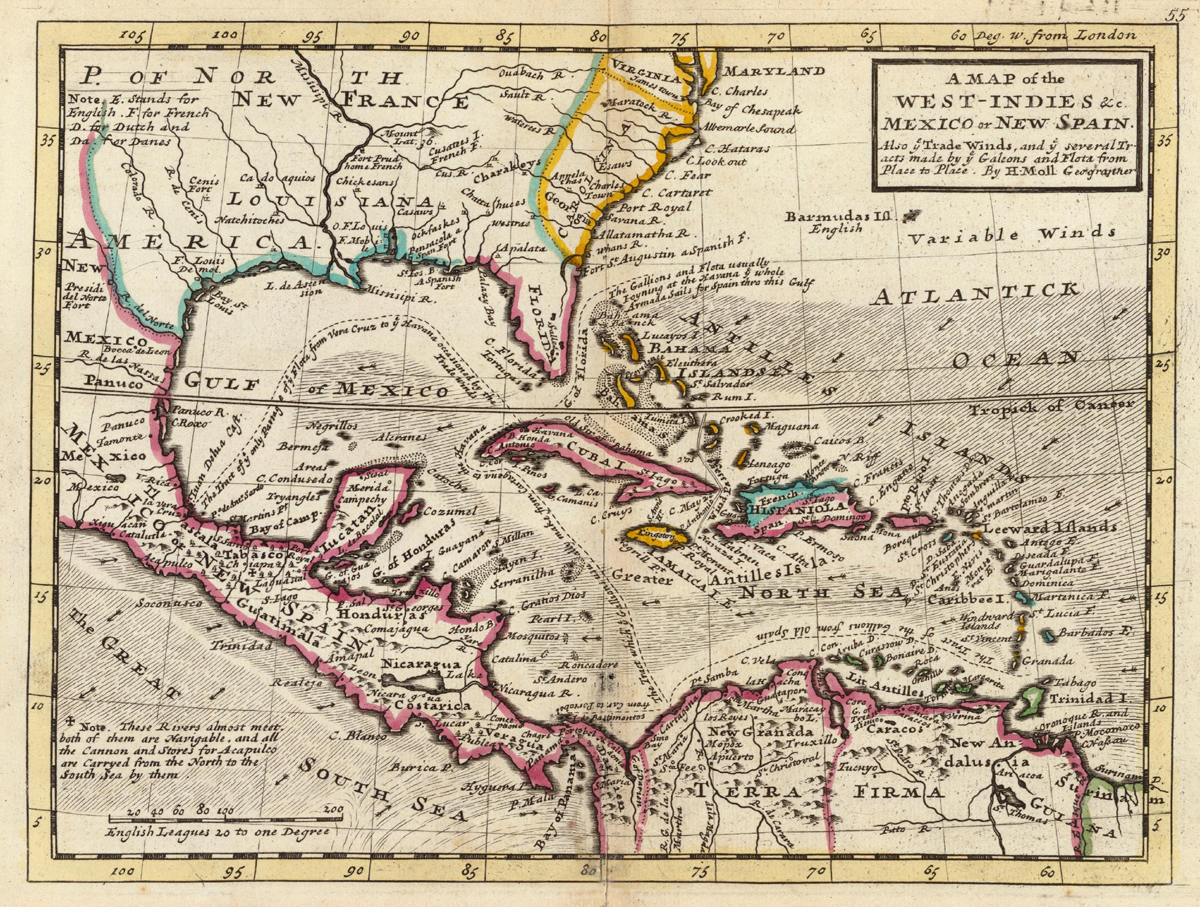
Іспанські володіння в Карибському басейні

Куба — найбільший острів у Карибському морі. Іспанське володіння островом з невеликими перервами тривало до кінця XIX сторіччя, коли в результаті американо-іспанської війни Іспанія відмовилася від володіння островом. 1902 року Куба здобула незалежність, хоча Сполучені Штати продовжували контролювати життя в країні. Контроль США над життям в країні закінчився з поваленням режиму диктатора Фульхенсіо Батисти, коли до влади прийшов Фідель Кастро. Пізніше Куба проголосила себе соціалістичною республікою і почалося зближення з Радянським Союзом. Попри розвал соціалістичного табору і СРСР Куба не змінила своєї політики і продовжує будувати соціалізм на чолі з Раулем Кастро.

## Доколумбовий період
Перші виявлені сліди людини на Кубі відносяться до 4 тисячоліття до н. е. Індіанські племена сибонєїв, що мешкали на острові на початку н. е., займалися переважно полюванням і збиранням. У VII-IX століттях н. е. на північний схід Куби з Південної Америки переселилися індіанці таїно. Вони обробляли землю і розводили худобу, розвивалося ткацтво і гончарне виробництво. Таїно жили родовим ладом, хоча вже складалися соціальні групи вождів (касиків), жерців, старійшин, воїнів і залежних іноплемінників. Загальна чисельність населення острова до кінця XV ст. оцінюється дослідниками в 100–200 тисяч чоловік.

## Колоніальний період

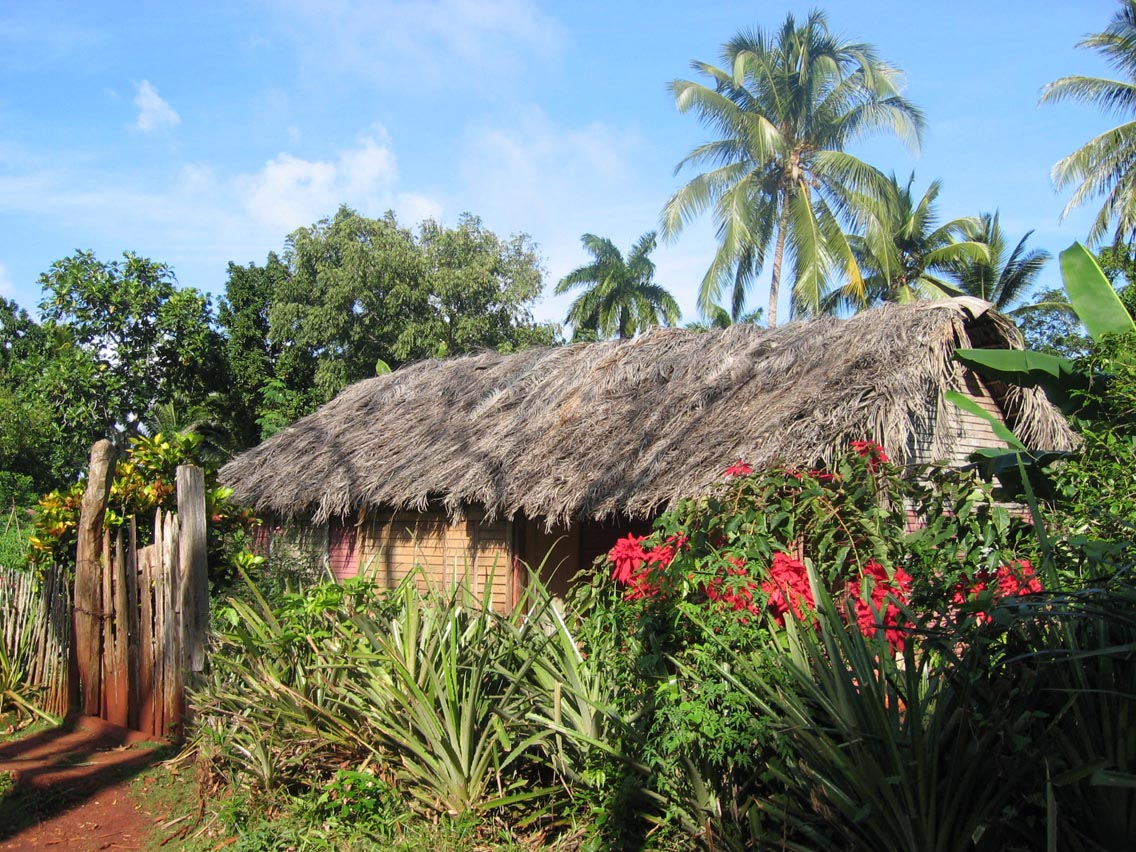
Відтворена таїнська будівля

Куба була відкрита для європейців іспанським мореплавцем Христофором Колумбом 28 жовтня 1492. Спочатку вона вважалася частиною більшого континенту, і лише експедиція Себастьяна де Окампо (1508–1509) встановила, що Куба є островом. Подолавши наполегливий опір індіанців, який продовжувався впродовж двох десятиліть, іспанські колонізатори підкорили острів, поневоливши та винищивши місцеве населення. До 1537 на Кубі залишилося всього 5-6 тисяч індіанців. У 1512–1514 іспанці побудували на острові перші міста — Асунсьйон (Баракоа), Сан-Сальвадор (Баямо), Сан-Кристобаль-де-ла-Гавана (Гавана) та інші. Куба служила базою для іспанського завоювання Американського континенту і для морського зв'язку з Іспанією. У 1596 р. іспанська колонія Куби отримала статус окремого генерал-капітанства.

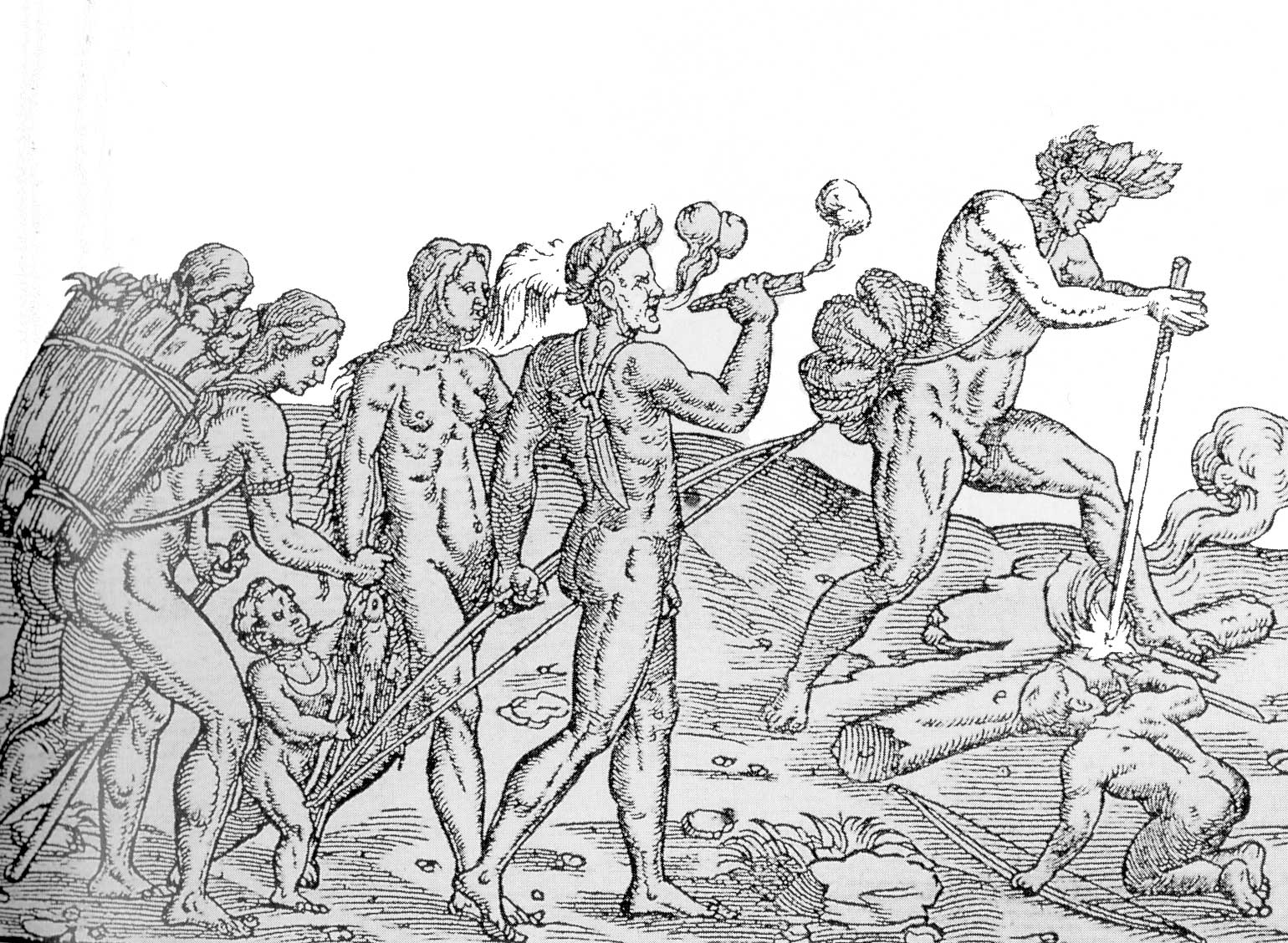
Кубінські індіанці. Малюнок 1558 р.

Колоніальна влада передавала в користування землі разом з індійцями у власність іспанським землевласникам. До початку 17 ст. основою економіки острова служили великі скотарські господарства. Було почато завезення рабів з Африки; вони працювали на плантаціях цукрової тростини і тютюну, на копальнях. З початку 17 сторіччя Куба служила постачальником цукрової тростини й тютюну в метрополію. Іспанська корона прагнула обмежити економічний розвиток колонії, не допускаючи прямих торгових зв'язків між Кубою й іншими країнами і територіями. Ввезення товарів на Кубу здійснювалося через Іспанію і обкладалося великим податком, що привело до значного розповсюдження контрабанди. У 1717, 1721 і 1723 рр. відбувалися повстання негрів-рабів і селян, що працювали на тютюнових плантаціях і добивалися скасування іспанської тютюнової монополії.
Прибережні області Куби зазнавали частих набігів піратів. Одна з найважливіших піратських баз існувала на острові Пінос (Хувентуд). У 1762–1763 м. Гавана була захоплена англійцями, які ввели режим вільної торгівлі. Після закінчення Семирічної війни острів був повернений іспанській короні, але тепер вона була вимушена пом'якшити колишній жорсткий економічний лад. Скотарі і плантатори дістали великі можливості у веденні зовнішньої торгівлі. На початку 19 століття на острові стала розвиватися промисловість — цукрова, тютюнова, ливарня і ін.
У 1812 р. вибухнуло повстання негрів-рабів, що добивалися свободи. Ремісники і представники інтелігенції створювали таємні суспільства, які виступали за незалежність на зразок інших американських колоній Іспанії. Цей рух користувався підтримкою Мексики і Колумбії. Незадоволеність всевладдям корони і уродженців метрополії викликало повстання кубинських креолів, серед яких були немало багатих скотарів. Під час збройної боротьби за незалежність іспанських колоній в Америці вони зажадали проведення економічних і політичних реформ. У 1817–1818 колоніальна адміністрація скасувала тютюнову монополію і дозволили вільну торгівлю. У 1812–1814 та 1820–1823 рр. на Кубу розповсюджувалася дія іспанської ліберальної конституції, і острів був представлений в іспанських кортесах. Проте з 1823 на Кубі знов утверділась нічим не обмежена колоніальна влада. У 1830–1850-х розвернувся реформаторський рух, який добивався лібералізації режиму і впровадження конституції. Продовжувалися повстання рабів, які були придушені з винятковою жорстокістю. Аболіціоністи вели боротьбу за скасування рабства.
Частина незадоволеної креольської верхівки сподівалася на допомогу США. Встановивши зв'язки з рабовласницькими південними штатами, прихильники анексії виступили за приєднання Куби до Сполучених Штатів. Вони готували антиіспанське повстання і озброєний напад на острів в 1850, але зазнали невдачу. Повстання прихильників приєднання до США в 1851 було придушене, а його лідер Нарсисо Лопес страчений. У 1860-х роках на Кубі виник робітничій рух. Велику роль в його становленні грали переселенці з Іспанії. Перші робочі організації мали характер суспільств взаємодопомоги.

## Боротьба за незалежність

### Десятирічна війна
Іспанські генерал-капітани 1850–1860-х років Франсиско Серрано і Домінго Дульсе прагнули проводити м'якшу політику. У 1865 метрополія пообіцяла задовольнити деякі вимоги про проведення реформ на Кубі і в Пуерто-Рико. Проте робота створеної з цією метою Інформаційної Комісії провалилася. Призначений в 1867 генерал-капітаном Ф.Лерсунді знов встановив жорсткий режим. Опозиція почала створювати таємні революційні комітеті, які в жовтні 1868 здійснили збройне повстання проти колоніальної влади. 10 жовтня поблизу містечка Яра лідер повстанців Карлос Мануель де Сеспедес проголосив незалежність Куби. У місті Баямо він сформував уряд Вільної Куби. Почалися запеклі бої з іспанськими військами. Прихильники незалежності приступили до поступового звільнення рабів.
На асамблеї в Гуаймаро в квітні 1869 р. була прийнята конституція Кубинської республіки. Її президентом став Сеспедес. Але сили були не рівні: визвольна армія повстанців не перевищувала 10-15 тис. чоловік і також мала брак зброї, амуніції, ліків та продовольства; іспанська влада поступово збільшила чисельність своїх збройних сил на острові до 250 000. У 1873 р. Сеспедеса на посаді президента змінив голова палати депутатів Сальвадор Сіснерос. У середовищі повстанців посилилися розбіжності: президентська посада перейшла в 1875 р. до Хуана Споторно, а в 1876 р — до Томаса Естради Пальми. У лютому 1878 керівництво повстання підписало з іспанським генерал-капітаном Арсеніо Мартінесом Кампосом Санхонський пакт. Згідно з цим документом, збройна боротьба припинялася, а іспанська влада погоджувалася провести адміністративні реформи, оголосити загальну амністію і надати свободу рабам, які брали участь в боротьбі за незалежність. Останні повстанські загони склали зброю в травні 1878.

### Реформи колоніальної адміністрації
У 1886 колоніальна влада Іспанії офіційно скасувала рабство на Кубі. Колишні раби поповнили ряди селян, сільськогосподарських і міських робочих. У 1893 чорношкірі кубинці були формально зрівняні в правах з білими. Наприкінці 19 в. на острові продовжувала розвиватися промисловість; посилювалася економічна залежність від США. Ріс робітничій рух, в якому розповсюджувалися анархістські і соціалістичні ідеї.
Рух за незалежність не припинявся. Кубинці були незадоволені свавіллям колоніальних властей і високими податками. У 1879–1880 було придушене повстання ветеранів «Десятирічної війни» 1868–1878 на сході острова. У 1892 революціонер Хосе Марті створив в еміграції Кубинську революційну партію, яка почала користуватися значною популярністю серед населення Куби.
У 1895 іспанський парламент затвердив план проведення адміністративної реформи на Кубі, що передбачав заснування ради при генерал-губернаторі. Але цей захід вже не міг задовольнити прихильників незалежності. У лютому 1895 прихильники Революційної партії здійняли повстання, яке розповсюдилося на різні регіони острова. Хоча Хосе Марті незабаром загинув у бою, повстання розвивалося успішно. 16 вересня Конституційна асамблея в Химагуайю знов проголосила незалежність Кубинської республіки. Президентом був вибраний Сиснерос, керівниками Визвольної армії — Максимо Гомес і Антоніо Масео, який загинув в 1896 р. У вересні 1897 нова конституційна асамблея в Агуара і Яя затвердила змінений текст конституції і обрала президентом Бартоломе Масо. До кінця 1897 повстанці звільнили провінції Орьенте і Камагуей, що складали майже половину території Куби, і значну частину внутрішніх районів, за винятком великих міст і портів.
Іспанія збільшила чисельність своїх збройних сил на острові до 300 000 чоловік. Новим генерал-губернатором на початку 1896 р. був призначений Валеріано Вейлер. Він встановив на Кубі режим жорстокого терору, жертвами якого сталі сотні тисяч чоловік. У 1897 метрополія замінила жорстокого Вейлера на помірнішого генерала Рамона Бланко, оголосила про надання своїй колонії автономії і сформуванні уряду за участю партії прихильників незалежності.

### Втручання США
У боротьбу за Кубу втрутилися США, що мали свої інтереси на острові. Скориставшись вибухом на американському броненосці «Мейн», що стояв в гаванському порту, вони оголосили в квітні 1898 війну Іспанії. На Кубі висадилися американські війська, які за допомогою кубинців до січня 1899 захопили острів. Відповідно до Паризького мирного договору, Іспанія відмовилася від своїх володінь на Кубі. США, проте не поспішали визнати незалежність острова. Вони ввели на Кубі власну військову адміністрацію. Прихильники руху за незалежність погодилося з цим рішенням і розпустили Кубинську революційну партію і Визвольну армію. За роки військового управління вплив США на Кубі посилився, прямі американські інвестиції збільшилися до 30 мільйонів доларів.

### Проголошення Незалежності
Тільки у лютому 1901 Законодавча асамблея прийняла конституцію незалежної Куби. Багато депутатів відмовлялися включити в неї поправку, на якій наполягала комісія конгресу США на чолі з сенатором Платтом. Згідно з цією поправкою, США отримували економічні привілеї, а також право втручатися в політику країни, окуповувати її «в цілях захисту її незалежності», розміщувати на острові військово-морські бази. Відмовляючись вивести свої війська з острова у випадку, якщо «поправка Платта» не буде прийнята, американська сторона змогла добитися свого, попри протести кубинців. У грудні 1901 р. на Кубі пройшли президентські вибори, перемогу на яких отримав Естрада Пальма. 20 травня 1902 була проголошена незалежна Кубинська республіка, а американські війська залишили острів. Проте, нова держава залишилася пов'язаною з США нерівноправними договорами про режим «взаємного сприяння» (1902) і Постійним договором. У оренду США для будівництва військово-морських баз були передані території в районах Ґуантанамо і Баїа-ондо (американська база в затоці Ґуантанамо зберігається досі, хоча термін оренди офіційно закінчився в 2002 р.).

## Республіка Куба від незалежності до революції
У перші роки існування Кубинської республіки США надавали підтримку провладній консервативній партії, яка утримувала владу, дуже часто завдяки махінаціям на виборах. Коли Естрада Пальма був переобраний президентом на новий термін, ліберальна партія здійняла в 1906 р. повстання. Посилаючись на «поправку Платта», США в 1906–1909 рр. знову окуповували Кубу. Влада на острові перейшла до американської військової адміністрації, яку очолив спочатку військовий міністр США Вільям Тафт, а потім колишній губернатор Панамського каналу Чарльз Мегун. Нові вибори в 1908 р. принесли перемогу лібералам, які перебували при владі в 1909–1913. Правління президента Хосе Мігеля Гомеса супроводжувалося стрімким зростанням корупції та фінансовими скандалами. У 1912 р. за допомогою американських військ було придушено повстання кольорового населення. На виборах в листопаді 1912 р. переміг кандидат консерваторів Маріо Гарсія Менокаль, який займав президентську посаду у 1913–1921 рр. У 1917 р. у відповідь на його переобрання ліберали знов повстали, але їх виступ був придушений американською морською піхотою. Цього разу війська США залишалися на острові до 1922 р.

### Міжвоєнний період
Перша світова війна сприяла зростанню світового попиту на кубинський цукор і, тим самими спричинила подальший розвиток промисловості острова. У 1917 р. Куба, услід за США, оголосила війну Німеччині. До осені 1920 р. кубинська економіка переживала підйом. Цукрова галузь Куби значною мірою знаходилася під контролем американських компаній. Але зростання цін на цукор привело і до загального подорожчання товарів, що викликало незадоволення населення країни. З 1918 р. піднялася хвиля страйків, які проходили під керівництвом анархо-синдикалістів.
У 1920 р. економічний підйом змінився післявоєнною кризою. Він торкнувся перш за все цукрового виробництва, але швидко розповсюдився і на інші галузі промисловості. Спад привів до банкрутств, безробіття і різкого погіршення рівня життя населення. Представник президента США Краудер в 1921 р. вживав різких заходів в галузі фінансів, добиваючись скорочення урядових витрат в обмін на надання американської позики у розмірі 50 мільйонів доларів. У 1921 р., перемігши на виборах, до влади прийшов новий президент — колишній ліберал Альфредо Сайас, що створив нову Кубинську Народну Партію. Господарську кризу викликав новий сплеск страйкового руху. У 1925 р. на Кубі виникло загальнонаціональна профспілка — Національна конфедерація робітників Куби (КНОК). Значний вплив в ній належав анархо-синдикалістам. Крім того, в 1925 р. була утворена Комуністична партія Куби (КПК).

### Диктатура Мачадо
З середини 1920-х років країна стала виходити з економічного спаду. Проте падіння світових цін на цукор продовжувалося, і цукрові компанії прагнули компенсувати його збільшенням виробництва і збереженням низького рівня зарплати. У 1925 р. президентом Куби став колишній міністр внутрішніх справ генерал Херардо Мачадо, що встановив диктаторський режим. Влада заборонили КНОК і компартію. Була накладена заборона на реорганізацію старих і створення нових політичних партій. Сотні супротивників Мачадо були убиті або «зникли безвісти». Поправки, внесені до конституції, продовжували термін перебування президента на посту до 6 років з правом переобрання. У 1928 президент-диктатор був переобраний на новий термін. У зовнішній політиці він орієнтувався на США, куди прямували 80% кубинського експорту, чотири п'ятих якого складав цукор. У 1927–1930 уряд Мачадо отримав нові великі позики у американських банках.
В період світової економічної кризи 1929–1933 виробництво цукру на Кубі різко зменшилося, обсяги експорту впали вчетверо, ціни зросли, а рівень заробітної плати скоротився. Число безробітних сягло 500 000 чоловік. Знову почалися страйки. Розвернувся рух за скидання диктатури Мачадо. Виникли радикальні угрупування, які удавалися до тактики змов і замахів. У серпні 1933 р., у відповідь на жорстокий розгін масової демонстрації в Гавані, на Кубі почався загальний страйк, яким керувала КНОК. Військовий переворот, організований з відома США, привів до краху режим Мачадо.

### Тимчасовий Революційний Уряд
На зміну йому прийшов тимчасовий уряд на чолі з Карлосом Мануелем де Сеспедесом — до нього увійшли представники старих опозиційних партій (націоналістів, лібералів і консерваторів). Сеспедес скасував конституцію 1928 р. і відновив дію конституції 1901 р., легалізував профспілки і партії, призначив проведення нових виборів. Але в умовах тривалих страйків і соціальних хвилювань 4 вересня відбувся черговий державний переворот. Сержанти на чолі з Фульхенсіо Батиста, незадоволені засиллям офіцеров-мачадістів в союзі зі студентськими і викладацькими організаціями, захопили владу і передали її Тимчасовому революційному уряду під головуванням лікаря і університетського професора Рамона Грау Сан-Мартін. США відмовилися визнати новий режим, вважаючи його нестабільним і «антиамериканським». В ході страйків, які продовжувалися, робочі домоглися підвищення заробітної плати удвічі і встановлення восьмигодинного робочого дня в провідних галузях; посилилися профспілки, контроль над якими перейшов в руки комуністів. Підприємці були вимушені визнати робочі організації і їх право на укладання колективних угод. Були понижені розцінки на електроенергію, газ, воду і телефон. Уряд узяв під контроль деякі електростанції і об'єкти цукрової промисловості. Влада пообіцяла розподілити частину земель серед селян, припинили платежі по боргах режиму Мачадо США і призначили проведення виборів в Установчі збори.

### Уряди передвоєнного періоду
Тимчасовий революційний уряд скасував конституцію 1901 р. і заявив про намір проводити націоналістичну політику під гаслом «Куба для кубинців!». Але в уряді не було єдності. Йшла боротьба між лівим крилом, очолюваним міністром внутрішніх справ Антоніо Гітерасом, і правими на чолі з Батистою. У січні 1934 р. Грау Сан-Мартін був усунений від влади і тимчасовим президентом став лідер партії Націоналістичний союз Карлос Мендьєта. В його уряд увійшли також представники інших старих партій, але незабаром всі вони покинули кабінет. Мендіета нормалізував відносини з США, повернув приватним компаніям контроль над електричними і цукровими підприємствами, а навесні 1934 р., ввівши воєнний стан, заборонив опозиційні профспілки і жорстоко придушував робочі страйки. У травні 1934 р. США погодилися скасувати «поправку Платта», але утримали за собою військово-морську базу в Ґуантанамо. Вони надали Кубі нові кредити; між двома країнами були підписані торгові угоди на основі тарифних поступок.
У березні 1935 р. влада придушила новий загальний страйк. Їм вдалося також розгромити підпільний нелегальний рух «Молода Куба» під керівництвом Гітераса. На зміну Мендіеті під тиском опозиції в грудні 1935 р. до влади прийшов Хосе Аґріпіно Барнет. Він провів загальні вибори, які виграв Мігель Маріано Гомес, кандидат від Націоналістичного союзу, Партії республіканської дії і Ліберальної партії. Він вступив на посаду в травні 1936 р., але вже в грудні Батиста, що очолював кубинську армію, примусив його подати у відставку. На чолі країни став віце-президент Федеріко Ларедо Бру.
У боротьбі за владу Батиста пішов на проведення низки демократичних заходів. Були прийняті закони про загальну амністію і розподіл державних земель. Батиста обіцяв поліпшити стан бідних верств населення, заохочувати розвиток кооперативів, провести соціальні реформи. Прийнятий в 1938 р. закон закріплював за кубинським урядом права на корисні копалини, обмежував терміни концесій і повноваження концесіонерів. Влада знову легалізувала опозиційні партії, включаючи комуністичну, яка встановила контроль над новою загальнонаціональною профспілкою, створеною в 1939 р. — Конфедерацією трудящих Куби (КТК).

### Правління Батисти
У листопаді 1939 р. пройшли вибори в Установчі збори. Перемогу на них отримав опозиційний блок, сформований Кубинською революційною партією. Батиста очолив другий по силі блок, який включив в свій склад Ліберальну, Демократичну і національно-революційну партію, Націоналістичний союз і комуністів. У 1940 збори затвердили демократичну конституцію, що закріплювала такі соціальні права, як восьмигодинний робочий день, гарантовану відпустку, соціальне страхування, колективні договори. Поміщицьке землеволодіння повинне було бути ліквідоване, расова дискримінації заборонена, церква відокремлена від держави. На президентських виборах 1940 р. Батисті вдалося обійти Грау Сан-Мартін і стати головою кубинської держави. Услід за США Куба вступила в Другу світову війну в грудні 1941 р.
Президентські вибори 1944 р. в умовах зростання вартості життя принесли перемогу кандидатові від опозиції Грау Сан-мартіну. Нова влада проголосила «владу народу» і націоналістичний курс. Новий президент обіцяв провести аграрну реформу, реорганізувати податкову систему, розвивати економіку і сферу освіти. Його уряд підвищив зарплату, заборонив виселення квартиронаймачів, підвищення квартплати і виселення селян із землі, провів чищення армії від прихильників Батисти. Уряд регулював ціни на цукор і приступив до створення «зразкових кооперативів». В той же час, опозиція звинувачувала уряд у великому розкраданні коштів з державної казни. Повоєнні економічні труднощі викликали зниження зарплати і чергове зростання страйкового руху. У відповідь влада почала втручатися в справи профспілок і вигнали комуністів з керівництва КТК. Незадоволеність малим масштабом реформ, що проводилися, привела до розколу коаліції. Від неї відкололося ліве крило, яке в 1947 р. створило нову організацію — Партію кубинського народу (або партію «ортодоксів»).

### Диктатура
Президентські вибори 1948 р. виграв кандидат від правлячої коаліції КРП та Республіканської партії, міністр праці Карлос Пріо Сокарас. Опозиція звинуватила уряд в підкупі виборців. Нова адміністрація створила Національний банк, ввела в обіг національну грошову одиницю, організувала Банк розвитку сільського господарства і промисловості, а також Рахункову палату для боротьби з корупцією. Проте кризові явища в економіці продовжували збільшуватися: промислові і торгові підприємства закривалися, зростало безробіття, заробітки падали, а ціни росли. Збільшилася злочинність. Уряд звинувачували в розкраданні державних коштів. 1949–1951 рр. ознаменувалися найбільшим за повоєнний період підйомом страйкового руху. Виступи робочих придушувалися урядом. Велике незадоволення викликали плани Пріо Сокараса направити кубинські війська для участі у війні в Кореї.
В умовах загострення ситуації на острові, 10 березня 1952 р. в країні відбувся державний переворот. Генерал Фульхенсіо Батиста, що захопив владу, скасував дію конституції і встановив диктаторський режим. Його правління супроводжувалося подальшим зростанням економічної залежності від США, а також прогресуючою гангстерізацією кубинської економіки.. Населення країни продовжувало жити в бідноті. Страйки і протести нещадно придушувалися. В результаті урядового терору за час диктатури Батісти загинуло близько 20 000 чоловік.
Опозиція не змогла надати військовому перевороту серйозного опору. Республіканська, Ліберальна і частину Демократичної партії перейшли на сторону Батисти. Комуністи, що називалися тепер народно-соціалістичною партією, були в 1953 р. заборонені. КРП розкололася на дві фракції, одна з яких (Грау Сан-Мартін) орієнтувалася на легальну роботу, а інша (Пріо Сокараса) готувала в еміграції змови і повстання. Партія «ортодоксів» розпалася на ряд угрупувань. На арену вийшла нова опозиційна сила — студентство. Федерація університетських студентів почала очолювати масові протести у 1953 р.

### Рух спротиву диктатурі
26 липня 1953 р. підпільне угрупування, створене колишнім активістом партії «ортодоксів» Фіделем Кастро Рус зробила напади на військові казарми Монкада в Сантьяго-де-Куба. Організатори акції сподівалися викликати повстання, але зазнали невдачі. Фідель Кастро і інші учасники виступу були засуджені до тривалого тюремного ув'язнення. Влада заарештувала низку лідерів опозиційних партій. 1 листопада 1954 р. відбулися загальні вибори. Кандидатом на пост президента від урядової Партії об'єднаної дії, а також Ліберальної, Демократичної партій та Радикального союзу був висунутий Батиста. Близько половини виборців бойкотували вибори, але їх результат був вирішений наперед. Батиста зайняв пост президента Куби. Рух спротиву диктатурі продовжував зростати.
У 1955 р. учасники нападу на казарму Монкада були звільнені по амністії і емігрували до Мексики. Створивши військово-політичну організацію «Рух 26 липня», вони приступили до підготовки повстання на Кубі. У грудні 1956 р. група повстанців на чолі з Фіделем Кастро висадилася на острові з яхти «Гранма» і після перших невдалих боїв закріпилася в горах Сьєрра-Маестра, поклавши початок Першому партизанському фронту. У тому ж році активісти Федерації університетських студентів створили власну збройну організацію — Революційний директорат. 13 березня 1957 р. вони зробили невдалий напад на президентський палац в Гавані.
На початку 1958 сили Кастро зайняли частину провінції Оріенте. Протягом наступного року повстанський рух розповсюдився на всю країну. Повстанська армія зайняла провінцію Оріенте, загони Камілло Сьєнфуегоса і Ернесто Че Гевари оволоділи провінцією Лас-вільяс і рушили на столицю країни. У центральній частині острова (гори Сьєрра-дель-Ескамбрай) студентські загони утворили Другий фронт. На заході Куби (у Пінар-дель-ріо) діяв Третій партизанський фронт.
США зробили спробу організувати мирну передачу владі опозиції. Батиста втік з країни. На початку січня 1959 р. сили партизан на чолі з Кастро вступили до Гавани.

## Революційна Куба
У січні 1959 р. тимчасовим президентом Куби був проголошений Мануель Уррутія Льєо, на чолі уряду встав представник помірної опозиції Міро Кардона. Проте вже в лютому 1959 року було створено Революційний уряд на чолі з Фіделем Кастро, і його прихильники були призначені на всі найважливіші державні пости. Президентський пост, що мав тепер формальне значення, в липні 1959 року перейшов до члена «Руху 26 липня» Освальдо Дортікос Торрадо. Створювалися спеціальні «революційні трибунали», що судили не тільки прихильників Батисти, але також опозиціонерів. У листопаді 1959 року нова влада узяла під свій контроль профспілковий рух країни.
У новому керівництві спочатку не було єдиного уявлення щодо масштабу подальших реформ. У травні 1959 року уряд видав декрет про аграрну реформу. Відповідно до нього, на Кубі були ліквідовані приватні латифундії і землеволодіння іноземців. Більше 40% земель перейшли в державний сектор сільського господарства, інші були розподілені серед селян. Реформа завдала удару по американських цукрових компаніях і викликала незадоволеність США.

### Протистояння зі США
Надії на те, що нова влада зуміє домовитися з США, швидко зникнули. США загрожували зменшити ввезення кубинського цукру і обмежити туризм. Американські фірми стали згортати інвестиції на Кубі. Навпаки, Радянський Союз намагався посилити на острові свій вплив (особливо після візиту на Кубу радянської делегації на чолі з Анастасом Мікояном в лютому 1960 року. 1960 року США ввели ембарго на імпорт цукру з Куби, скоротили нафтові і продовольчі постачання, а американські нафтопереробні заводи на острові відмовилися переробляти нафту, що постачалася з СРСР. Тоді кубинська влада проголосила в серпні — жовтні 1960 року націоналізацію підприємств, що належать американським, а також великим і середнім кубинським підприємцям. У руках держави опинилися до 90% промисловості. 2 січня 1961 США розірвали дипломатичні відносини з Кубою, а в квітні того ж року підтримали висадку загону в 1500 озброєних кубинських опозиціонерів в Затоці Свиней. Але ця акція зазнала повної невдачі — загін був розгромлений. Розраховуючи на подальшу допомогу СРСР, Фідель Кастро проголосив 1 травня 1961 року кубинську революцію «соціалістичною».
Влада країни придушувала опозицію і діяльність опозиційних партій була припинена, а три лояльні організації («Рух 26 липня», народно-соціалістична партія і «Революційний директорат 13 березня») об'єднано в єдину державну партію, яка в 1965 році стала називатися Комуністичною. З робочих організацій виганяли раніше впливових анархо-синдикалістських і незалежних активістів, які протестували проти одержавлення робочого руху і громадських організацій і вимагали замість впровадження державного контролю над розвитком самоврядування, добровільних кооперативів і комун. Багато супротивників режиму не тільки «справа», але й «зліва» зазнали жорстоких переслідувань, були арештовані або загинули.

### Зв'язки з СРСР
Разом з погіршення відносин з США, зміцнювалися зв'язки Куби з СРСР. У 1962 р. США ввели ембарго на торгівлю з Кубою, добилися її виключення з Організації Американських Держав, а в 1964 р. — введення з боку ОАД дипломатичних і торгових санкцій проти Куби. У 1962 р., коли на острові були розміщені радянські ракети, справа трохи дійшла до війни. США почали військово-морську блокаду Куби. Карибська криза була врегульована, а радянські ракети виведені. Хоча США пообіцяли не вторгатися на острів, Фідель Кастро не був задоволений компромісом, і це привело до тимчасового охолоджування між Гаваною і Москвою. Натомість розширилися зв'язки уряду Кастро з Китайською Народною Республікою, яка закликала до жорсткішого антиамериканського курсу і підтримувала гасла збройної боротьби.
Кастро проголосив намір забезпечити економічну незалежність Куби, для чого передбачалося розвернути швидку індустріалізацію. Але ця переорієнтація викликала застій в сільському господарстві і брак продовольства, а на амбітні промислові проєкти бракувало грошей. На острові не було сировини для переробної промисловості. У травні 1963 р. Фідель Кастро вирушив до СРСР і погодився орієнтуватися на першочерговий розвиток виробництва цукру. Одночасно в 1963 р. була почата нова аграрна реформа, і до 1969 р. всі аграрні господарства були націоналізовані за винятком 30% земель, що залишилися в індивідуальному володінні. Владі вдалося досягти певної стабілізації економічної ситуації: забезпечити майже 4%-ве щорічне зростання ВВП, побудувати і розширити підприємства легкої, металургійної і інших галузей, ліквідовувати безробіття і дещо підняти життєвий рівень населення. Кубинська медицина опинилася в 1970-х роках на передових позиціях в Латинській Америці. Але, попри це, наприкінці 1960-х — початку 1970-х років залежність від СРСР — основного покупця кубинського цукру і постачальника палива — посилилася. До 1972 р. Куба ввійшала в Раду економічної взаємодопомоги. Навпаки, відносини з Китаєм в 1966 р. погіршали через розбіжності з питання про торгову угоду.

### Зовнішня політика Куби
У зовнішній політиці уряд Ф.Кастро в 1960-х і 1970-х роках проводив курс на протистояння зі США і їх союзникам. У другій половині 1960-х років Куба підтримувала повстанські рухи в країнах Латинської Америки, включаючи й ті, які були незалежними від традиційних прорадянських компартій. У 1975 р. кубинський уряд направив 15-тисячний корпус до Анголи. Це допомогло одній з протиборчих військово-політичних груп (союзному СРСР Народному руху за звільнення Анголи — МПЛА) відтіснити своїх супротивників від столиці країни — Луанди. У 1977 р. кубинські війська допомогли прорадянському уряду Ефіопії у війні з сусіднім Сомалі.
Але в 1970-х роках зовнішньополітичні дії Куби стали помірнішими. На початку десятиліття багато країн Латинської Америки відновили дипломатичні відносини з Кубою, в 1975 ОАД зняла з неї санкції. До 1990 р. кубинські війська були виведені з країн Африки.
У 1970-х роках кубинське керівництво приступило до оформлення свого режиму на радянський зразок. У 1975 р. був проведений перший з'їзд правлячої і єдино легальної Комуністичної партії (КПК), в 1976 р. прийнята нова конституція і проведені вибори в органи влади. Кастро зосередив в своїх руках широкі функції держави і уряду. Були реорганізовані також органи управління на всіх рівнях.

### Розвал соціалістичного табору
У 1970-х і початку 1980-х років кубинська економіка швидко розвивалася. Проте потім цей процес припинився. Дали взнаки слабка технічна база господарства, невисока продуктивність праці і наслідки американської блокади. Після розпаду СРСР — економічний стан став критичним. Виробництво в сільському господарстві стало падати, валютно-фінансова ситуація країни виявилася украй важкою. Урожай цукру в 1993 р. впав до 4,2 мільйонів тонн. Через це Куба не змогла виконати умови угоди з Росією про обмін цукру на нафту, і російська сторона скоротила постачання нафти на острів.
До 1994 р. прибутки від урожаю цукру скоротилися всемеро і становили всього 600 мільйонів доларів. Тільки туризм залишався виключенням на тлі загального господарського спаду (у 1995 р. він приніс прибутки у розмірі 1 мільярда доларів). Країна була не в змозі погашати відсотки по своїй зовнішній заборгованості (більше 7 мільярдів доларів). Уряд Куби проголосив «особливий період в мирний час», запровадив жорстку економію всіх засобів і ресурсів і їх концентрацію на рішенні першочергових завдань виживання. Одночасно почалося проведення низки реформ, які включали певну лібералізацію і впровадження елементів ринкової економіки.

### «Особливий період в мирний час»
У квітні 1991 р. Фідель Кастро пом'якшив обмеження на зарубіжні поїздки і еміграцію для дорослих громадян Куби. Четвертий з'їзд КПК висловився за проведення економічних реформ за умови збереження ключових позицій за державою. Заявивши про намір «захистити соціалізм», Кастро в той же час виступив за обмежений допуск приватної ініціативи і залучення в країну іноземних інвестицій. Конституційні поправки 1992 р. гарантували свободу віросповідання. У пропаганді КПК основний упор став робитися не на марксизм, а на «ідеї Хосе Марті». Був прийнятий новий виборчий закон, згідно з яким половина депутатів підлягала прямому обранню в ході таємного голосування. У липні 1993 р. Кастро заявив про допущення американського долара як платіжний засіб. У вересні того ж року уряд пом'якшив державну монополію в аграрній галузі. Було дозволено створювати кооперативи, самостійно визначати власну виробничу діяльність. У грудні 1993 р. Національна асамблея схвалила новий пакет реформ, які, зокрема, допускають приватне підприємництво. З метою розв'язання фінансової кризи в 1994 р. були схвалені такі заходи, як підвищення цін на споживчі товари, скасування безкоштовних послуг і державних субсидій, девальвація песо. Селяни, кооперативи і державні ферми отримали право продавати надлишки сільськогосподарської продукції на вільних ринках. Пізніше була дозволена і ринкова торгівля промисловими і ремісничими виробами. Відкриття нових магазинів з ринковими цінами не принесло користі населенню, середній дохід якого становив всього 8 доларів в місяць.
Почали заохочуватися іноземні інвестиції. Відповідно до закону, затвердженого Національною асамблеєю у вересні 1995 р., іноземні підприємці і фірми могли з дозволу уряду відкривати на Кубі підприємства, що повністю належали ним, і вивозити прибутки за кордон. Була дозволена покупка землі. Нові правила розповсюджувалися і на кубинських емігрантів. Тільки у першій половині 1997 р. було створено більше 80 спільних підприємств.
П'ятий з'їзд КПК в 1997 р. оголосив, що економічний спад в країні подоланий, а невелике зростання ВВП поновилося. Однак, рівень життя в середньому не досягав показників 1989 р., охорона здоров'я перебувала в кризовому стані. Розвиток ринкових елементів загострив ряд соціальних проблем, поширилася злочинність і проституція. Безробіття, за офіційними даними, досягло 7%. До 1999 р. економічна ситуація відносно стабілізувався, перш за все, завдяки розвитку туризму (1,6 мільйонів туристів принесли дохід майже в 2 мільярди доларів) і грошовим переказам від кубинських емігрантів (до 900 мільйонів доларів в рік). Валовий суспільний продукт зріс на 6%.

### Куба на початку 21 сторіччя
У 1990-х і 2000-х роках на Кубі пожвавилася нелегальна діяльність опозиційних груп. Час від часу влада дозволяла існування незалежних опозиційних груп, бібліотек і культурних центрів, але врешті-решт їх заборонила. Так, в 1997 р. було арештовано чотирьох членів «Робочої групи внутрішнього дисидентства» і двох незалежних журналістів. У 1999 р. Національна асамблея прийняла Закон про захист національної незалежності і господарства Куби. Згідно з новими правилами, діяльність, що завдає збитку державі або послуговування інтересам США, каралося ув'язненням на строк до 30 років. Була запроваджена страта за виробництво і зберігання наркотиків і за їх продаж, систематична проституція може бути покарана двадцятирічним тюремним ув'язненням. У тому ж році влада затримала на короткий термін більше 100 опозиційних активістів і незалежних журналістів, а четверо дисидентів, заарештованих в 1997 р., були засуджені до 3,5-5 років в'язниці.
Відносини з Куби з США в 1990-х роках залишалися напруженими. У 1992 р. США посилили положення закону про ембарго, заявивши, що воно буде зняте тільки після проведення на острові багатопартійного вибору. США заборонили емігрантам, що жили на їх території, переказувати валютні кошти на Кубу (обсяг цих перекладів досягав майже 500 мільйонів доларів США на рік). У 1996 р. над островом було збито два американські спортивні літаки. Закон, прийнятий конгресом США, заборонив продаж на території цієї країни продуктів, і виробів кубинського виробництва, також запровадив санкції проти осіб і фірм, що беруть участь в спільних з Кубою підприємствах. Ці рішення були опротестовані Європейським Союзом, що подав скаргу у Всесвітню торгову організацію. У 1997 р. був досягнутий компроміс, згідно з яким дія низки положень закону припинилася. На початку 1999 р. президент США Білл Клінтон дещо пом'якшив санкції проти Куби, дозволивши поштовий зв'язок, збільшення кількості чартерних авіарейсів і здійснення грошових переказів від некубінцев із США на Кубу.
З кінця 1990-х років розширювалися зв'язки Куби з країнами ЄС. У 1996 р. європейські держави вперше підтримали в ООН резолюцію із закликом зняти американського ембарго. В той же час, вони вимагали, щоб на острові дотримувалися основні права людини і були звільнені політв'язні. У 1997 р. Кубу відвідав міністр закордонних справ Канади, який домовився про розвиток економічних і політичних зв'язків. Канада стала одним з головних торгових партнерів країни. На Кубі побував папа Іоанн Павло II. Але вже в 1999 р. репресії проти дисидентів призвели до погіршення взаємин з ЄС і Канадою. Тільки у 2002 р. ЄС відкрила офіційне представництво на Кубі.
У 2003 р. кубинська влада провела нові репресії проти опозиції. 75 «дисидентів» було засуджено до тюремного ув'язнення, троє молодих людей, попри численні протести у всьому світі, страчені. По всьому острову відбулися арешти правозахисників і незалежних робочих активістів. Ці переслідування знову загострили ситуацію на острові і зіпсували відносини Куби з ЄС і іншими країнами.